# Dollmattbächle
Das Dollmattbächle ist ein gut 550 Meter langer Bach des Südschwarzwaldes im Todtnauer Stadtteil Geschwend im baden-württembergischen Landkreis Lörrach. Er entspringt im Walddistrikt Stutz und mündet in Utzenfeld, an der Grenze zu Geschwend von rechts und Norden in die Wiese.

## Geographie

### Verlauf
Das Dollmattbächle entspringt auf etwa 708 m ü. NHN im Walddistrikt Stutz auf dem Gebiet der Gemarkung Geschwend der Stadt Todtnau. Von dort fließt es im Naturschutzgebiet Utzenfluh in südsüdwestlicher Richtung durch sein bewaldetes Tal hinab. Auf etwa 605 m ü. NHN biegt der Verlauf nach Süden ab und markiert ab dort die Grenze zwischen Geschwend und der Gemeinde Utzenfeld. Rund 50 Meter vor der Mündung verlässt es das Naturschutzgebiet, unterquert danach die ehemalige Bahnstrecke des Todtnauerlis, ehe es auf etwa 561 m ü. NHN von rechts und Norden in die Wiese mündet.
Der rund 560 Meter lange Lauf des Dollmattbächles mündet knapp 150 Höhenmeter unterhalb seiner Quelle, er hat somit ein mittleres Sohlgefälle von etwa 26 %.

### Einzugsgebiet
Das naturräumlich zum Südschwarzwald gehörende Einzugsgebiet ist knapp 40 Hektar groß und liegt zu rund drei Viertel auf dem Gebiet der Stadt Todtnau, das restliche Viertel gehört zum Gemeindegebiet von Utzenfeld. Der höchste Punkt des Einzugsgebiets liegt im Norden am Südhang des Kesselbergs auf etwa 940 m ü. NHN.
Die Einzugsgebiete der folgenden Nachbargewässer grenzen an:
- Im Westen und Osten liegen Gebiete, die von der Wiese selbst entwässert werden;
- im Nordwesten grenzen die Einzugsgebiete des Moosbachs und Utzenbachs an, beides Nebenläufe des Wiedenbachs, der unterhalb des Dollmattbächles in die Wiese mündet.

### Zuflüsse
Auf der amtlichen Gewässerkarte sind keine Zuflüsse verzeichnet.

### Flusssystem Wiese
- Fließgewässer im Flusssystem Wiese